# Trent Parke
Trent Parke (* 20. März 1971 in Newcastle, New South Wales, Australien) ist ein australischer Fotograf, Mitglied der Agentur Magnum Photos.

## Leben
Parke begann als 12-Jähriger mit der Pentax Spotmatic seiner Mutter und der elterlichen Waschküche als Dunkelkammer. Seine Wahlheimat war lange die Metropole Sydney, zuletzt wohnte er in Adelaide. Er ist verheiratet mit der ebenfalls als Fotografin hervorgetretenen Narelle Autio, mit der er auch beruflich und künstlerisch eng zusammenarbeitet. Er übernahm oft Aufträge als Sport-Fotograf für die Zeitschrift New Ltd. Parke hat 1998 seine eigene Agentur Oculi gegründet. Fotografien von ihm wurden angekauft und ausgestellt von den Museen National Gallery of Australia, National Gallery of Victoria, National Maritime Museum of Australia und der University of Sydney Union. Außerdem sind seine Arbeiten in zahlreichen privaten Sammlungen vertreten.

## Auszeichnungen
Trent Parke hat zahlreiche internationale und nationale Auszeichnungen als Fotograf erhalten, darunter:
- den Preis World Press Photo Award 1999, 2000, 2001 und 2005
- den W.-Eugene-Smith-Preis (2003) für die Fotoreportage Minutes to Midnight über Australien zu Beginn des 21. Jahrhunderts
- den Canon-Photo-Essay-Preis (Teil der Sasakawa World Sports Awards) (2000)
- Wahl in die World Press Photo Masterclass 1999
- insgesamt fünf Gold Lenses Auszeichnungen 1996, 1997, 1998 vom Internationalen Olympischen Komitee
- eine Einzelausstellung von Minutes to Midnight im Australian Center for Photography (ACP) in Sydney im Januar/Februar 2005
- weitere Einzelausstellungen in New York City, London und Deutschland.[3]

## Bildbände
- Bedknobs And Broomsticks Little Brown Mushroom 2010.
- Minutes to Midnight Filigranes 2005.
- The Seventh Wave Hot Chilli Press 2000.
- Dream Life Hot Chilli Press 1999.